# Adiantum fructuosum
Adiantum fructuosum là một loài thực vật có mạch trong họ Adiantaceae. Loài này được Poepp. ex Spreng. miêu tả khoa học đầu tiên năm 1827.